# 東アジア大語族
東アジア大語族（ひがしアジアだいごぞく、East Asian languages）は、2001年に言語学者Stanley Starostaによって最初に提案された語族（大語族）である。この提案は、George vanDriemなどの他の言語学者にも採用されている。東アジアと東南アジアのほとんどの言語で構成されており、現在の中国東部、特に華北平原にある共通祖語に由来するとされている。

## 分類

### 初期の仮説
初期のより小規模の語族の提案：
- オーストロアジア語族、オーストロネシア語族、クラ・ダイ語族、チベット・ビルマ語族： アウグスト・コンラーディ (1916, 1922)[3][4] and Kurt Wulff (1934, 1942)[5][6]
- オーストロアジア語族、オーストロネシア語族、クラ・ダイ語族、モン・ミエン語族：ポール・K・ベネディクト (1942),[7] en:Robert Blust (1996),[8] en:Ilia Peiros (1998)[9]
- オーストロアジア語族、オーストロネシア語族、クラ・ダイ語族、チベット・ビルマ語族、モン・ミエン語族： Stanley Starosta (2001)

東アジア大語族説の先駆説：
- オーストロ・タイ語族 (Kra-Dai and Austronesian): グスタフ・シュレーゲル (1901, 1902),[10][11] Weera Ostapirat (2005)[12][13]
- オーストリック大語族 (Austroasiatic and Austronesian): ヴィルヘルム・シュミット (1906),[14] en:Lawrence Reid (1994, 2005)[15][16]

### Starosta (2005)

裴李崗文化の位置

Stanley Starosta（2005）の東アジア語族の提案では、オーストロアジア語族とモン・ミエン語族からなる「Yangzian語派」が含まれる。彼は、東アジア祖語は華北平原（特に漢川、渭水、黄河中央部）の裴李崗文化と磁山文化の黍農民によって紀元前6,500年-6,000年に話された二音節（CVCVC）言語であったと考えている。
- East Asian
  - オーストロネシア語族（Austronesian）
    - 台湾諸語（Formosan）
    - Extra-Formosan
      - タイ・カダイ語族（Tai-Kadai）
      - マレー・ポリネシア語派（Malayo-Polynesian）

  - Sino-Tibetan-Yangzian
    - シナ・チベット語族（Sino-Tibetan）
    - Yangzian
      - オーストロアジア語族（Austroasiatic）
      - モン・ミエン語族（Hmong-Mien）

Starosta（2005）は、下のような東アジア祖語の形態学的接辞を提案している。これらは、チベット・ビルマ祖語とオーストロネシア祖語、およびニコバル諸語などの形態学的に保守的なオーストロアジア語族に見られる。
- *m(V)- 'agent of V-ing'
- *-Vn 'patient of V-ing'
- *sV- 'instrument of V-ing'
- *n(V)- 'perfective'

### van Driem (2012)
下の東アジア大語族の系統樹は、2012年にベナレス・ヒンドゥ大学で開催された第18回ヒマラヤ言語シンポジウムでジョージ・ヴァン・ドリームによって提案されたものである。
- East Asian
  - オーストロ・タイ語族（Austro-Tai）
    - クラ・ダイ語族（Kradai）
    - オーストロネシア語族（Austronesian）

  - オーストロアジア語族（Austroasiatic）
  - Himalayan-Yangtzean 
    - Trans-Himalayan
      - Sino-Bodic
      - Burmo-Qiangic
      - Brahmaputran
      - Gongduk, etc.
      - Kiranti, etc.

    - Yangtzean
      - モン・ミエン語族（Hmong-Mien）

ヴァン・ドリームによれば、東アジア語族の言語系統樹は、ハプログループO (Y染色体)の系統樹と一致する。 （父系言語仮説）

### Larish (2006, 2017)
Michael D. Larishは、東南アジアと東アジアの言語は、1つの祖語（彼は「原アジア語」と呼ぶ）から派生したものであるとする。 日琉語族は、原アジア語の1つの支派として朝鮮語族と共にグループ化されている。 もう1つの支派は、オーストロネシア語族、オーストロアジア語族、クラ・ダイ語族、モン・ミエン語族、シナ・チベット語族で構成される。
- East Asian
  - Japano-Koreanic
    - 日本語族（Japonic）
    - 朝鮮語族（Koreanic）

  - Austro-Asian
    - オーストロネシア語族（Austronesian）
    - オーストロアジア語族（Austroasiatic）
    - クラ・ダイ語族（Kra-Daic）
    - モン・ミエン語族（Homog-Mien）
    - シナ・チベット語族（Sino-Tibetan）

## 分布
- シナ・チベット語族の分布
- クラ・ダイ語族の分布
- オーストロアジア語族の分布
- モン・ミエン語族の分布
- オーストロネシア語族の拡散
- 日本語族の分布
- 朝鮮語族の分布